# Antillas Neerlandesas en los Juegos Olímpicos de Pekín 2008
Las Antillas Neerlandesas estuvieron representadas en los Juegos Olímpicos de Pekín 2008 por tres deportistas masculinos que compitieron en tres deportes.
El portador de la bandera en la ceremonia de apertura fue el atleta Churandy Martina. El equipo olímpico no obtuvo ninguna medalla en estos Juegos.